# Angela Daneu Lattanzi
Angela Lattanzi, de casada Angela Daneu, (Alejandría, 5 de octubre de 1901-Palermo, 24 de abril de 1985) fue una bibliotecaria y pintora italiana.

## Trayectoria
Sus padres eran Elvira Ciangola y Giuseppe Lattanzi, filólogo, experto en numerosas lenguas antiguas y modernas, profesor de latín y griego en la escuela secundaria estatal para italianos en Alejandría, en Egipto. Fue la segunda de tres hijos, y vivió en su ciudad natal, Alejandría hasta graduarse de la escuela secundaria, antes de irse a Italia en 1918 con su madre y su hermana Luigia Augusta (1907-2003), también futura bibliotecaria, empleada en la Biblioteca Casanatense de 1937 a 1973. Al regresar se instalaron en Roma. Su hermano mayor Giovanni, también profesor de latín y griego, se casó con la actriz Tina Lattanzi.

### Entre Roma y Nápoles
En Roma, se matriculó en la facultad de Letras y Filosofía, donde sus profesores fueron Adolfo Venturi, Orazio Marucchi y Vincenzo Federici. Estudió alemán y se inscribió en el Conservatorio Santa Cecilia donde se licenció en violonchelo en 1926 y obtuvo su título universitario al mismo tiempo.

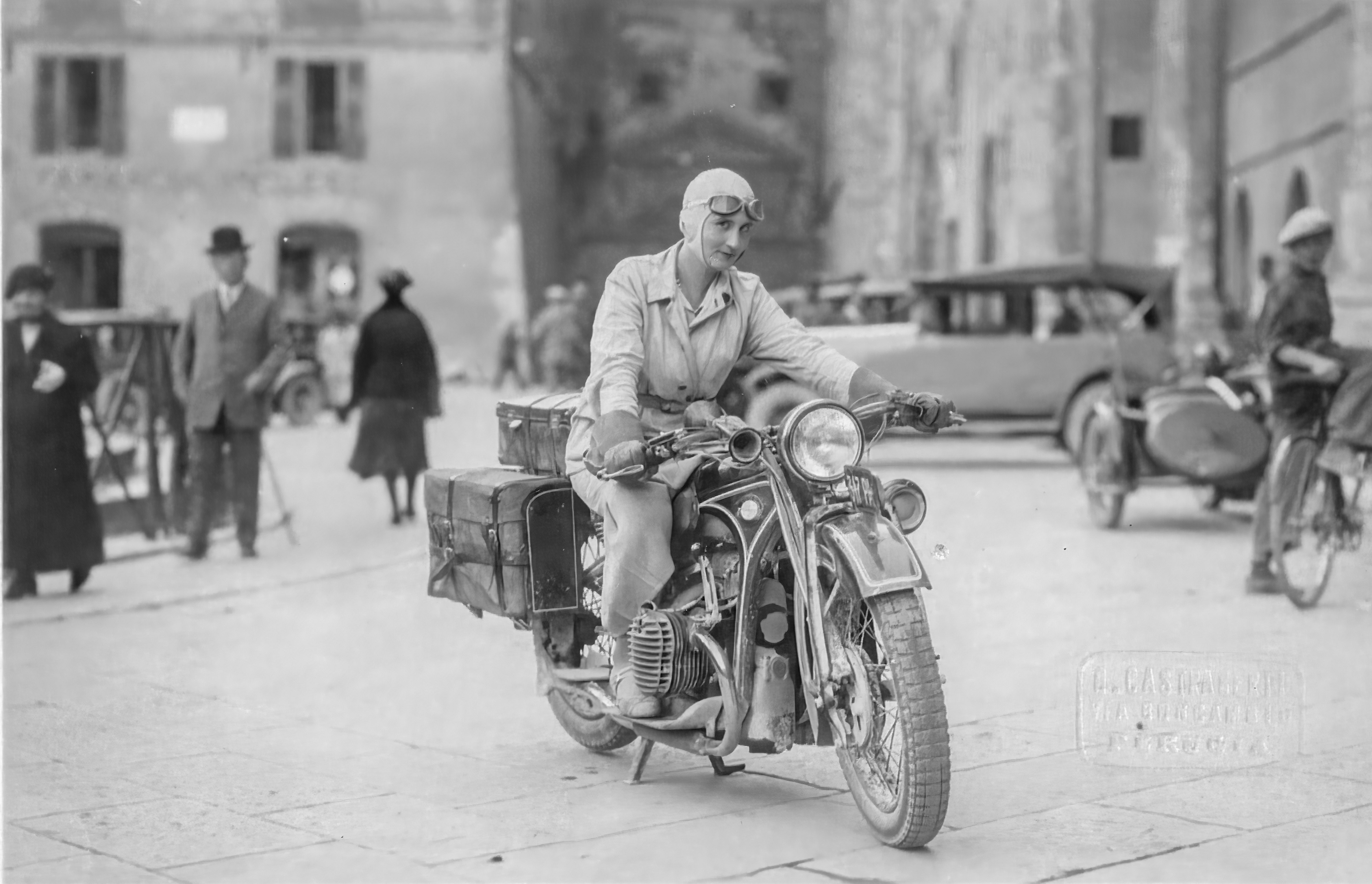
Angela Daneu Lattanzi en Perugia

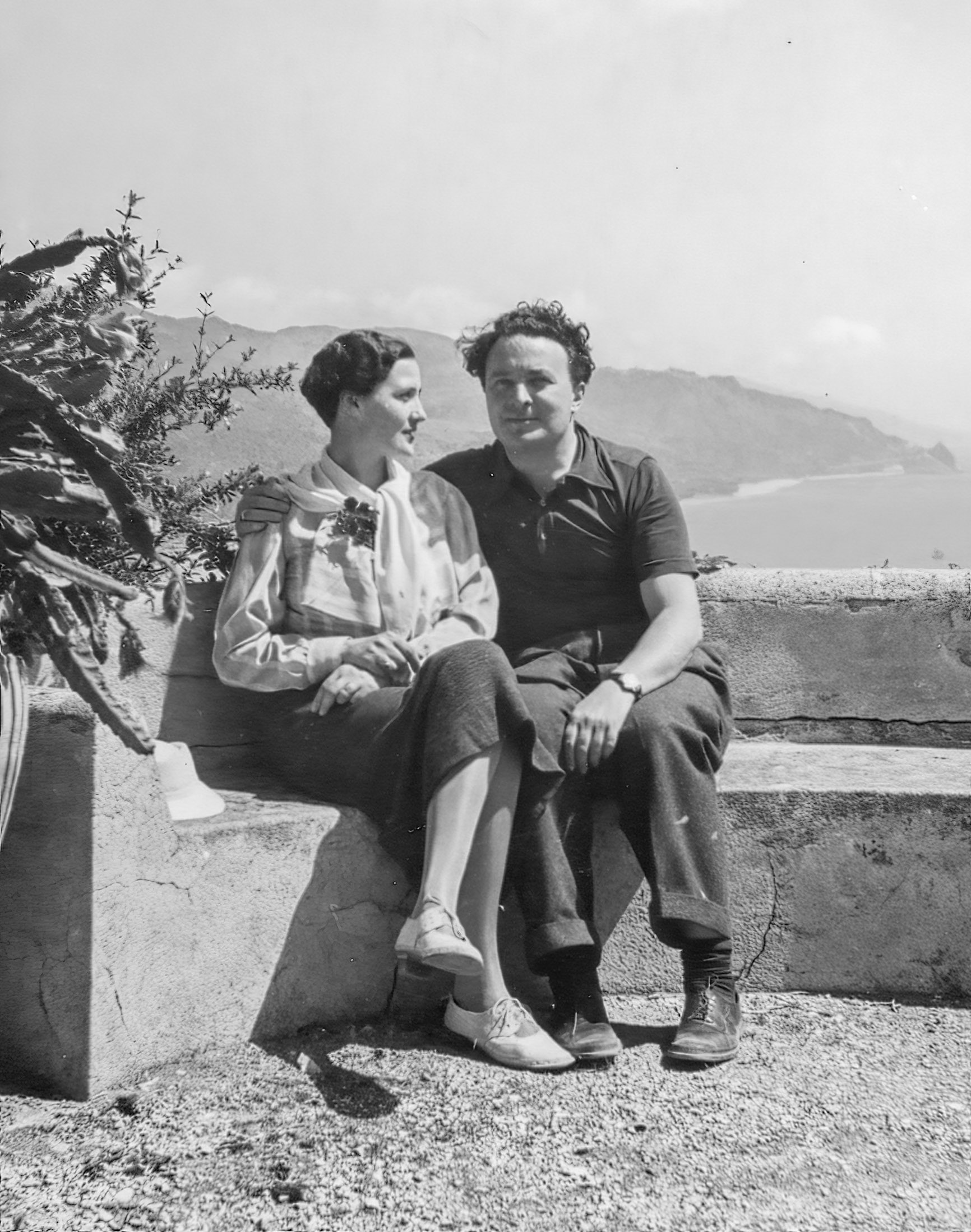
Antonio Daneu y Angela Daneu Lattanzi

En 1924, se casó con Emilio Lavagnino, historiador del arte, director de las galerías de arte medieval y moderno de la región de Lacio. Se trasladaron primero a Palermo y luego a Nápoles, donde nació su hija Alessandra Lavagnino, futura escritora y profesora de Parasitología en la Universidad de Estudios de Palermo. En 1929 regresaron a Roma y Ángela comenzó a asistir a cursos de historia de la música impartidos por Fernando Liuzzi. Más adelante obtuvo una beca en la Fundación Alexander von Humboldt de Berlín, donde extendió sus estudios de historia del arte y alemán. En 1934, consiguió una plaza de bibliotecaria adjunta y fue destinada a la Biblioteca Casanatense. Su trabajo allí la hizo entrar en contacto con los libros antiguos que despertaron en ella un gran interés, hasta el punto de convertirse en su principal campo de estudio a lo largo de su vida.

### En Sicilia
En 1937, tras la anulación de su matrimonio con Lavagnino, obtuvo el traslado a la Biblioteca Nacional de Palermo y se casó con Antonio Daneu (1899-1959), anticuario, coleccionista y crítico de arte, procediente de Trieste. Al año siguiente nació su segundo hijo, Vincenzo Maria Daneu.
Con la entrada de Italia en la Segunda Guerra Mundial, Lattanzi se involucró en planes para proteger material raro y valioso. Hizo todo lo que estaba en sus manos por esconder dicho material en refugios fuera de la ciudad: en Polizzi Generosa, en el convento de San Martino delle Scale y en el convento de los Capuchinos de Monreale. Palermo fue devastada por los bombardeos, y la biblioteca fue tan afectada que tuvo que cerrarse. Lattanzi tuvo que sustituir al director Alberto Giraldi, ya que éste fue llamado a filas. No obstante, permaneció por poco tiempo en Palermo y se apresuró a viajar a Taormina, donde se encontraba su familia desplazada.
De 1943 a 1966, fue nombrada directora de bibliotecas para el oeste de Sicilia y, entre 1943 y 1945, fue también directora de la Biblioteca Nacional de Palermo. Se ocupó de su reconstrucción tras los daños sufridos por la guerra, compromiso que también asumió para otras bibliotecas de la zona (como, por ejemplo, la biblioteca de Marsala, que había sido arrasada). Se dedicó al estudio de los manuscritos iluminados, interés primordial que nunca abandonaría. Para estudiarlos visitó varias bibliotecas (Catania, Mesina, Florencia donde estudió los manuscritos de la Biblioteca Laurenciana, Venecia, Londres y París), y escribió sobre ellas en diversos artículos publicados posteriormente en la revista Accademie e biblioteche d'Italia. En sus labores de dirección se comprometió especialmente con el desarrollo de la biblioteconomía local y regional y se dedicó a actividades de formación para aspirantes a bibliotecarios.
A principios de la década de 1950, se interesó por el modelo de bibliotecas públicas de inspiración anglosajona, especialmente en lo que respecta a servicios especiales dirigidos a categorías particulares de usuarios. Lattanzi experimentó con la creación de bibliotecas hospitalarias en Sicilia, en los que participaron la Cruz Roja Italiana y el Ministerio del Interior. También promovió la compra de dos bibliobuses para que también los pequeños centros periféricos pudieran acceder al préstamo. Sobre estas experiencias presentó un informe en el Congreso Internacional de Bibliotecarios celebrado en Bruselas en 1955.

### En Estados Unidos y Canadá
En 1956, recibió una beca con la que viajó a Estados Unidos durante cuatro meses donde tuvo la oportunidad de conocer de cerca el sistema de bibliotecas públicas por el que se interesaba desde hacía algún tiempo. El principal objetivo de los servicios especiales de lectura para ciegos, presos, pacientes hospitalarios, empresas comerciales e industriales es satisfacer las necesidades de los usuarios y lograr el mejor rendimiento posible en las grandes bibliotecas.
Ascendida a directora de biblioteca de primera clase, en 1962 comenzó una nueva experiencia en Toronto: fue invitada con el objetivo de promover la cultura italiana en la biblioteca pública de la ciudad, en particular en la Biblioteca Sucursal para Italianos, situada en un barrio obrero. Permaneció allí once meses durante los cuales organizó con éxito lecturas de clásicos italianos. Ella misma leyó el primer canto del Infierno de Dante (se sabía de memoria todo el texto de la Divina Comedia) en uno de dichos eventos. Al regresar a Italia retomó su trabajo como gerente.

### Carrera como pintora
Como pintora, Lattanzi fue muy apreciada en Palermo: en 1963 y 1967 fue invitada a exposiciones en Suecia y Toronto. La acuarela y la pintura al óleo fueron sus técnicas favoritas; y trató principalmente de retratar paisajes. Algunas de sus pinturas son propiedad de la Superintendencia de Patrimonio Cultural y de la Galería de arte moderno Santa Ana de Palermo, otras se encuentran en colecciones privadas.

### Los últimos años
A finales de 1966, abandonó el servicio al haber alcanzado el límite de edad, pero, por cuenta del Ministerio, continuó estudiando los manuscritos iluminados conservados en Estados Unidos y Canadá. Entre 1967 y 1972, enseñó historia de la iluminación, historia del manuscrito y decoración de libros en el Archivo Estatal de Palermo, y bibliografía y bibliotecología en la Universidad de Estudios de Palermo. También en esta época incrementó sus actividades musicales y actuó como solista o en grupos, tanto como pianista como violonchelista. También en su faceta como pintora expuso en exposiciones colectivas y personales en Europa y América.
Su concepción abierta y moderna de la biblioteca pública como servicio para todos los ciudadanos, enriquecida por numerosas experiencias realizadas tanto en Italia como en el extranjero y difundidas a través de encuentros, seminarios y conferencias, ha ayudado a toda la clase bibliotecaria italiana a entrar en contacto con las necesidades. de audiencias reales y potenciales.
Su hija Alessandra Lavagnino (1927-2018), escritora de la novela Le librarie di Alessandria, se inspiró en la vida de su madre y en la de su tía Luigia Augusta.

## Cargos ostentados
- Miembro de la Asociación Italiana de Bibliotecas (AIB) desde 1934 hasta su muerte.
- Superintendente de bibliotecas de Sicilia occidental de 1943 a 1966.
- Vicepresidenta, presidenta (de 1951 a 1979) y miembro del consejo de administración de la Sección de Sicilia Occidental.
- Miembro y asesora de la Sociedad Internacional de Historia de las Miniaturas.
- Forma parte del Comité de Bibliotecas Hospitalarias de la Federación Internacional de Asociaciones de Bibliotecarios y Bibliotecas.
- Miembro de la Asociación Internacional de Bibliotecas Musicales desde su fundación.
- Redactora musical del periódico La Sicilia del Popolo.
- Profesora de Historia de la música en el Conservatorio Alessandro Scarlatti de Palermo.
- Fundadora y presidenta del Club Soroptimist de Palermo.

## Reconocimientos
En 2020, fue incluida dentro del proyecto “Mujeres Investigadoras en los Archivos Estatales (1900-1970)” para la descripción archivística y creación de un micrositio específico en el Portal de Archivos Españoles (PARES), desarrollado entre 2020-2023. Este proyecto ha sido impulsado por la Subdirección General de Archivos Estatales, con el objetivo visibilizar la labor de investigación realizada en España por las mujeres en el intervalo 1900-1970 partiendo de los registros documentales que se conservan en los Archivos de Gestión de los AAEE del Ministerio de Cultura (el Archivo Histórico Nacional, el Archivo de la Corona de Aragón, el Archivo General de Simancas, el Archivo General de Indias, el Archivo de la Real Chancillería de Valladolid, el Archivo General de la Administración y el Centro de Información Documental de Archivos).

## Publicaciones (selección)
- I Vaticinia pontificum ed un codice monrealese del secolo 13.-14. - Reale Accademia di scienze lettere ed arti 1943
- Manoscritti miniati d'origine inglese alla Biblioteca Nazionale di Palermo. Palermo: Società editrice siciliana. 1946.
- Il codice degli oracoli di Leone della biblioteca nazionale di Palermo	1951
- Inaugurazione dei nuovi locali della Biblioteca Liciniana di Termini Imerese nel suo 150º anno di vita - Soprintendenza Bibliografica della Sicilia Occidentale 1952
- Congresso nazionale di narrativa siciliana: Palermo, 10-13 novembre 1953 - Tip. F.lli De Magistris e C. 1953
- Evangeliario ed epistolario del sec. 12: due gemme della Painiana. 1954.
- Mostra di autografi, manoscritti e stampe musicali siciliane : allestita per la Settimana Siciliana - Tip. f.lli De Magistris & C. successori V. Bellotti 1954
- La painiana: agosto 1954. prefazioni di Guido Tonetti e Andrea Cavadi (seminario arcivescovile di Messina). Messina: Tip. La Sicilia. 1954.
- Due sconosciuti manoscritti di epoca normanna - Scuola Tip. Boccone del Povero	1955
- Mostra storico-bibliografica di Sciacca : catalogo illustrato con monografie, documenti e regesti - De Magistris 1955
- Il Liber celestis revelationum di santa Brigida in un codice campano della seconda metà del secolo 14. - De Magistris e C. Successori V. Bellotti e F. 1955
- Una Bibbia prossima alla Bibbia di Manfredi. Palermo: Tip. F.lli Magistris e C. Successori V. Bellotti e F. 1955.
- Biblioteche americane. Roma: Palombi. 1958.
- Mostra storico-bibliografica di Caccamo: allestita in occasione dell'inaugurazione della Biblioteca comunale popolare nella nuova sede - Assessorato regionale pubblica istruzione	Mostra storico-bibliografica di Caccamo 1958
- I manoscritti ed incunaboli miniati della Sicilia Roma. Istituto poligrafico dello Stato; [poi] Palermo: Accademia di scienze lettere e arti. 1965.
- 1: Biblioteca nazionale di Palermo. Roma: Istituto poligrafico dello Stato. 1965.
- Nomina et virtutes balneorum seu De balneis Puteolorum et Baiarum: Codice Angelico 1474. Roma: Ist. poligrafico dello Stato. 1962.
- Angela, Daneu Lattanzi (1966). Lineamenti di storia della miniatura in Sicilia. Firenze: Olschki. ISBN 9788822215918.
- Linea di Apelle e altre eredita trasmesse dalla tecnica pittorica ellenistica all'arte bizantina e occidentale medievale: osservazioni ed ipotesi. Palermo. 1979.